# 童夢・F102
童夢 F102は、全日本F3000に出場するために開発された、童夢オリジナルのフォーミュラカーである。設計はチーフデザイナーの奥明栄。

## 概要
1991年、実戦投入を見送られた童夢・F101に代わりオリジナルF3000として実戦デビューを果たした。独創的なF101とは違い、当時多数派だったローラ・T90/50に類似したデザインではあったが、カーボンモノコックに続きトランスミッションなどを自製し、リヤサスペンション設計の自由度を確保する為の課題克服に挑んだ。同シーズン中に松本恵二、ヤン・ラマース、田中実の3台が出走し、開幕戦でラマースが、第3戦で松本が表彰台を獲得したが、空力的な脆さを抱えておりセッティングが決まった時の速さはあっても安定した戦績は得られなかった。

## 主要諸元
- 全長：4,285 mm [2]
- 全幅：1,990 mm
- 全高：960 mm
- ホイールベース：2,685 mm
- トレッド(前)：1,714.5 mm
- トレッド(後)：1,585 mm
- ブレーキ(前)：AP-Racing 製6ポット
- ブレーキ(後)：AP-Racing 製4ポット
- 重量：540kg